# Скравена
Скравена (болг. Скравена) — село в Болгарии. Находится в Софийской области, входит в общину Ботевград. Население составляет 1590 человек (2022).

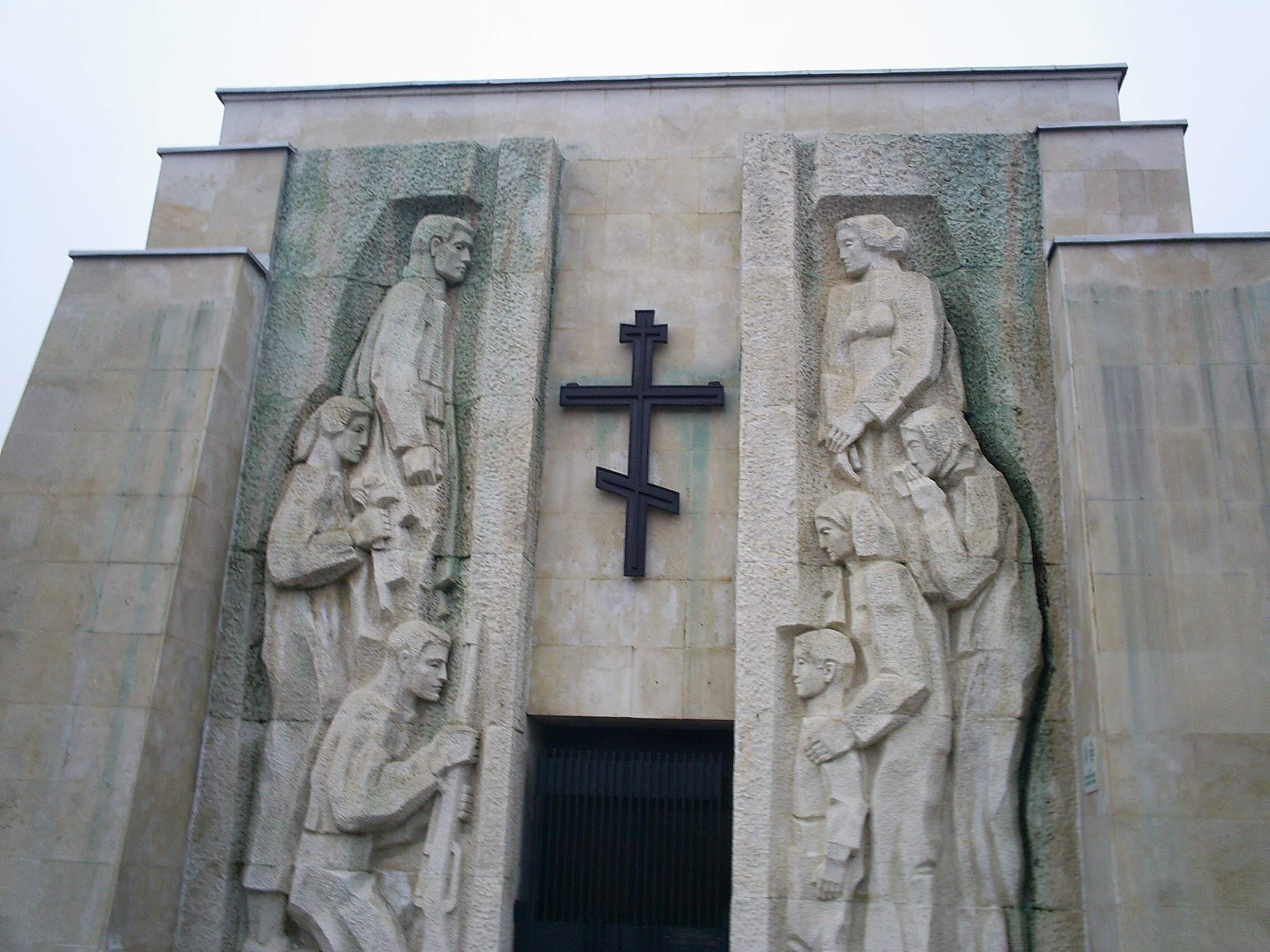

## Политическая ситуация
В местном кметстве Скравена, в состав которого входит Скравена, должность кмета (старосты) исполняет Иван Константинов Иванов (независимый) по результатам выборов правления кметства.
Кмет (мэр) общины Ботевград — Георги Цветанов Георгиев (коалиция партий: гражданский союз за новую Болгарию, национальное движение «Симеон Второй» (НДСВ), Болгарская социал-демократия (БСД)) по результатам выборов в правление общины.